# Донской военно-исторический музей
 Донской военно-исторический музей  — музей военной истории. Расположен в городе Ростов-на-Дону и в хуторе Недвиговка Мясниковского района Ростовской области.

## История

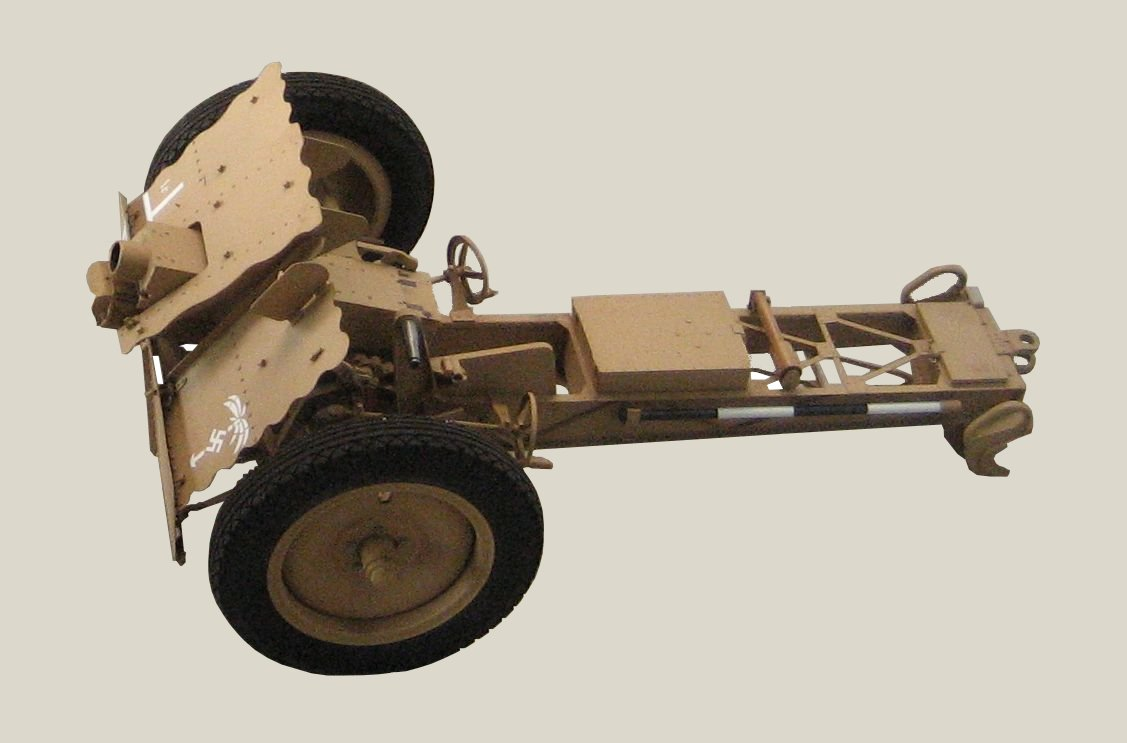
Немецкое легкое пехотное орудие 7,5-cm le.I.G.18

Ростовский музей военной истории был создан в 2006 году для ознакомления посетителей с историей армии России и ее роли в жизни государства. В музее представлено большое количество стрелкового оружия, автомобильной техники, танков и других экспонатов, связанных с военной историей Донского края. Музей проводит реконструкции событий Первой мировой войны, Великой Отечественной войны, времен татаро-монгольского нашествия и др.
В экспозиции, расположенной в крытой части музея в Ростове-на-Дону, представлены фотографии военачальников, военная форма, предметы быта, элементы амуниции и инвентарь русского солдата разных времен. В числе экспонатов: мушкеты, пистоли, автоматы, винтовки, пулеметы, минометы, шпаги, сабли, шашки и большое количество разных видов военной техники.
В экспозиции музея, расположенной на открытых площадках в хуторе Недвиговка в 20 километрах от Ростова размещается крупная военная техника. Здесь также построены ангары, сооружен макет старинной военной крепости.
Под открытым небом и в ангарах можно увидеть редкие экспонаты крупногабаритной техники, в том числе танки, бронемашины, машины Красного креста, машины для разминирования минных полей, разные виды транспорта (ГАЗ-М1 фаэтон, ГАЗ-67б, ЗИС-5, Stoewer R200 Kfz 4, грузовик L2H143), артиллерийское вооружение Советского Союза (гвардейский миномет Катюша БМ-13Н), Германии (75-мм легкое пехотное орудие 7,5-cm le.I.G.18) и США периода Второй Мировой войны. Действующая военная техника принимает участие в военных парадах.
Сотрудники музея снимают историко-публицистические фильмы. К ним относятся: «Февраль 43. Освобождение Ростова», «Прорыв Миус-фронта», «Щит и Меч Отечества» и др.